# Jeanne de Savoie-Nemours
Pour les articles homonymes, voir Jeanne de Savoie (homonymie).
Jeanne de Savoie-Nemours (1532-1568) est un membre de la famille de Genevois-Nemours, branche cadette de la maison de Savoie. Par mariage, elle entra dans la maison de Lorraine.

## Biographie
Fille de Philippe de Savoie-Nemours et de Charlotte d'Orléans-Longueville, elle vit à la cour du roi de France dont elle est une très proche parente. Son frère Jacques de Savoie-Nemours est un des favoris du roi. Il servira de modèle au héros du roman de madame de La Fayette La princesse de Clèves.
La princesse Jeanne épouse au château de Fontainebleau en 1555 Nicolas de Mercœur, comte de Vaudémont et régent des duchés pour son neveu le duc Charles III de Lorraine, veuf de Marguerite d'Egmont dont il lui reste une fille. Le comte et la comtesse de Vaudémont résident au château de Nomeny.
La comtesse de Vaudémont donne six enfants à son mari :
- Philippe-Emmanuel de Lorraine (Nomeny, 1558- Nuremberg 1602) épouse Marie de Luxembourg, vicomtesse de Martigues;
- Charles (Nomeny, 1561-1587), cardinal de Vaudémont (1578), évêque de Toul;
- Jean (1563-jeune)
- Marguerite (Nomeny, 1564-1625) épouse en 1581 Anne de Joyeuse, duc de Joyeuse, favori du roi Henri III de France (-1587) puis en 1599 François de Luxembourg, duc de Piney ;
- Claude (1566-jeune)
- François (1567-1596)

La comtesse de Vaudémont se révèle une belle-mère pleine d'attention pour la princesse Louise, fille du premier lit de son mari qui deviendra reine de France en 1575. Elle introduit sa belle-fille à la cour de Nancy en 1563.
La comtesse de Vaudémont ne sera pas témoin de l'élévation de sa belle-fille, elle meurt au château de Nomeny en 1568, à l'âge de 36 ans.